# Vladimir Tarasov (animator)
Vladimir Iljitsj Tarasov (Russisch: Владимир Ильич Тарасов) (Moskou, 7 februari 1939) is een Russische regisseur van animatiefilms, voornamelijk actief voor Sojoezmoeltfilm. Hij raakte voornamelijk bekend om zijn korte sciencefiction-tekenfilms zoals Kontakt  uit 1978, Kontrakt uit 1985 en Pereval uit 1988.

## Filmografie
- Kovboj v gorode (1973)
- Zerkalo vremeni (1976)
- Vperjod, vremja! (1977)
- Kontakt (1978)
- Tir (1979)
- Vozvrasjtsjenije (1980)
- Poegovitsa (1982)
- Kontrakt (1985)
- Pereval (1988)